# Australina flaccida
Australina flaccida là loài thực vật có hoa trong họ Tầm ma. Loài này được (A.Rich.) Wedd. mô tả khoa học đầu tiên năm 1856.